# ASK Nizhny Novgorod
O ASK Nizhny Novgorod (em russo:  Ассоциация cпортивных клубов Нижний Новгород) é um time russo de voleibol masculino da cidade de Nijni Novgorod. Atualmente disputa a Superliga Russa.

## Histórico
A equipe do ASK Nizhny Novgorod foi criada em 2016 após a dissolução do Nizhny Novgorod, que perdeu seu registro na Superliga e, devido a dívidas com os jogadores, não foi autorizado a participar do campeonato da Liga Principal "A".
A nova equipe foi formada pelos ex-funcionários do Nizhny Novgorod - o treinador Igor Shulepov e o diretor Dmitry Fomin. O experiente líbero Andrei Dranishnikov e vários jovens jogadores que estiveram envolvidos nas partidas na temporada passada permaneceram em Nizhny Novgorod: Alexander Volodin, Dmitry Tryapkin, Roman Skripachev e Mikhail Kokoshin.
ASK jogou a temporada 2018/2019 ao mais alto nível e conquistou o 1º lugar no campeonato. A equipe de Igor Shulepov venceu 38 das 48 partidas, mas o último jogo da temporada contra Neftyanik de Orenburg acabou sendo o principal. Ambas as equipes se aproximaram dela com um número igual de vitórias. Na partida decisiva, o Nizhny Novgorod venceu por 3 sets a 1 e garantiu o acesso à Superliga.

## Títulos e resultados

### Campeonatos nacionais
Liga Principal "A"
- Campeão (1x): 2018-19

## Elenco atual
Atletas selecionados para disputar a temporada 2021-22: 
 Técnico:  Andrey Dranishnikov
| Camisa | Nome                | Posição    | Nacionalidade |
| ------ | ------------------- | ---------- | ------------- |
| 1      | Nikita Nagayets     | líbero     | russo         |
| 2      | Denis Antonov       | ponteiro   | russo         |
| 3      | Andrey Titich       | ponteiro   | russo         |
| 5      | Anton Andreev       | central    | russo         |
| 6      | Nikita Lyamin       | central    | russo         |
| 7      | Alexandr Pyatyrkin  | ponteiro   | russo         |
| 8      | Viktor Nikonenko    | central    | russo         |
| 9      | Nikita Kuhno        | ponteiro   | russo         |
| 10     | Pavel Zheleznyakov  | oposto     | russo         |
| 14     | Leo Andrić          | oposto     | croata        |
| 15     | Vladislav Dyakov    | líbero     | russo         |
| 18     | Alexander Khaibulov | levantador | russo         |